# Iwona Kandora
Iwona Kandora (née Niedżwiecka le 14 mai 1982) est une ancienne joueuse de volley-ball polonaise. Elle mesure 1,85 m et jouait au poste de réceptionneuse-attaquante. 

## Clubs
| Club                       | De        | À         |
| -------------------------- | --------- | --------- |
| BKS Stal Bielsko-Biała     | 1998-1999 | 2006-2007 |
| KPSK Stal Mielec           | 2007-2008 | 2009-2010 |
| Mosir/Sokół Silesia Volley | 2010-2011 | 2010-2011 |
| KPSK Stal Mielec           | 2011-2012 | 2011-2012 |
| Silesia Volley             | 2013-2014 | 2013-2014 |
| AZS AWF Biała Podlaska     | 2016-2017 | 2016-2017 |

## Palmarès
- Championnat de Pologne
  - Vainqueur : 2003, 2004.
- Coupe de Pologne
  - Vainqueur : 2004, 2006.
  - Finaliste : 2007.
- Supercoupe de Pologne
  - Vainqueur : 2006.